# 6. grenadirski polk (Italija)
6. grenadirski polk Granatieri di Napoli (izvirno italijansko 6° Reggimento Granatieri di Napoli ) je (bil) grenadirski polk, ki je deloval v sestavi Kraljeve italijanske kopenske vojske.

## Zgodovina
Polk je bil preoblikovan v 75. pehotni polk Napoli.